# United World College Maastricht
Het United World College Maastricht (UWCM) is een United World College in de Nederlandse stad Maastricht. De school werd in 2009 opgericht en is sinds 2013 gevestigd op een campus in de Maastrichtse wijk Amby. De school leidt op tot het International Baccalaureate. Leerlingen zijn afkomstig uit meer dan 100 landen. De voertaal is Engels.

## Geschiedenis
Het eerste United World College, het Atlantic College in Llantwit Major in Wales, werd in 1962 opgericht door de Duitse pedagoog Kurt Hahn, die daarmee hoopte dat jongeren uit verschillende culturen door vriendschap en het samen studeren nader tot elkaar zouden komen om zo de vijandigheid ten gevolge van de Tweede Wereldoorlog en de Koude Oorlog tegen te gaan. Inmiddels zijn er 18 colleges in het Verenigd Koninkrijk, Singapore, Canada, Swaziland, Verenigde Staten, Italië, Hongkong, Noorwegen, India, Costa Rica, Bosnië en Herzegovina, Duitsland, Armenië, China, Japan, Taiwan en Tanzania
Hoewel de officiële oprichting van het United World College Maastricht pas in 2009 plaatsvond, bestaat de school al langer in een andere vorm. Het UWC Maastricht is een fusie van de in 1984 opgerichte Internationale School Maastricht (voor voortgezet onderwijs) en de Internationale School Joppenhof (voor basisonderwijs). Op 10 september 2009 werd de school het twaalfde lid van de wereldwijde 'familie' van United World Colleges. Tot 2013 deelde de school een gebouw aan de Nijverheidsweg in Heer met de Bernhard Lievegoedschool (onderdeel van het Bonnefanten College). De door het internationale UWC geselecteerde groep leerlingen woonde tijdelijk onder begeleiding in een aantal panden aan de Markt in de Maastrichtse binnenstad. In september 2013 verhuisde de school naar de nieuwe campus nabij het Geusseltpark in Amby, waar ook woonruimte is voor de leerlingen die niet uit de omgeving van Maastricht afkomstig zijn.

## Kenmerken
Het UWC Maastricht telt anno 2018 meer dan 900 leerlingen van meer dan 100 verschillende nationaliteiten in de leeftijdscategorie van 2 tot 18 jaar. Hiervan volgen rond de 600 leerlingen voortgezet onderwijs. Circa 300 leerlingen volgen basisonderwijs, terwijl zo'n 20 kinderen een 'pre-school'-opleiding volgen. De nieuwe campus maakt een doorgroei tot maximaal 950 leerlingen mogelijk.
De meeste leerlingen komen uit de regio Maastricht en zijn veelal afkomstig uit buitenlandse gezinnen. Een ander deel, in 2013 een 120-tal scholieren, wordt geselecteerd door de 160 nationale comités, die veelbelovende leerlingen uit hun land aanwijzen om de laatste twee jaar van hun schoolopleiding in Maastricht (of een UWC-school elders) te volgen. Daarbij wordt alleen gelet op persoonlijke geschiktheid en studieresultaten, waarbij culturele, religieuze, politieke of financiële argumenten geen rol spelen. De leerlingen ontvangen aan het einde van hun opleiding het International Baccalaureate (IB) diploma, dat wereldwijd toegang verschaft tot universitaire opleidingen. In 2012 haalde het UWC Maastricht de hoogste score van 34 punten van alle scholen in Nederland die tot het IB opleiden.
Het UWC Maastricht is onderdeel van United World Colleges wereldwijd. De voorzitter van de raad van bestuur is koningin Noor van Jordanië; erevoorzitter was tot voor kort Nelson Mandela. De Nederlandse koning Willem-Alexander is een ex-UWC-leerling (Atlantic College, Wales) en beschermheer van UWC Nederland.
Het UWC Maastricht maakt volledig deel uit van het Nederlandse onderwijssysteem, waardoor UWCM-leerlingen recht hebben op dezelfde financiële ondersteuning als elders. Een belangrijk onderdeel van het curriculum is het bijbrengen van maatschappelijke betrokkenheid. De school fungeert daarbij als Expertise Centrum voor Maatschappelijke Stages, waarbij getracht wordt ook andere scholen te betrekken bij de verschillende vormen van vrijwilligerswerk en maatschappelijk engagement.

## Campus
De nieuwe UWCM-campus is gevestigd op het adres Discusworp 65 in Amby aan de rand van het Geusseltpark. De campus bevindt zich op een eilandje in de Ambyervijver, dat geheel omgeven is door water en ontsloten wordt door twee bruggen. In de directe omgeving bevindt zich onder andere het in 2013 geopende Geusseltbad, het Geusseltstadion van profvoetbalclub MVV Maastricht en een groot aantal andere sportfaciliteiten.
Op het eiland bevinden zich een vijftal gebouwen in een groene omgeving rondom een centraal plein. Er zijn twee scholen: een groot schoolgebouw voor de middelbare scholieren en een kleiner gebouw voor de basisschoolleerlingen. In het grotere gebouw zijn ook een bibliotheek, een zaal voor bijeenkomsten en sport- en recreatieruimten ondergebracht. Op de campus staan tevens drie dorms of internaatsgebouwen, bedoeld voor de UWC-leerlingen die voor een periode van twee jaar vanuit andere landen naar Maastricht gekomen zijn. De campus is ontworpen door Frencken Scholl Architecten (schoolgebouwen) en Gullikers Architects (dorms).

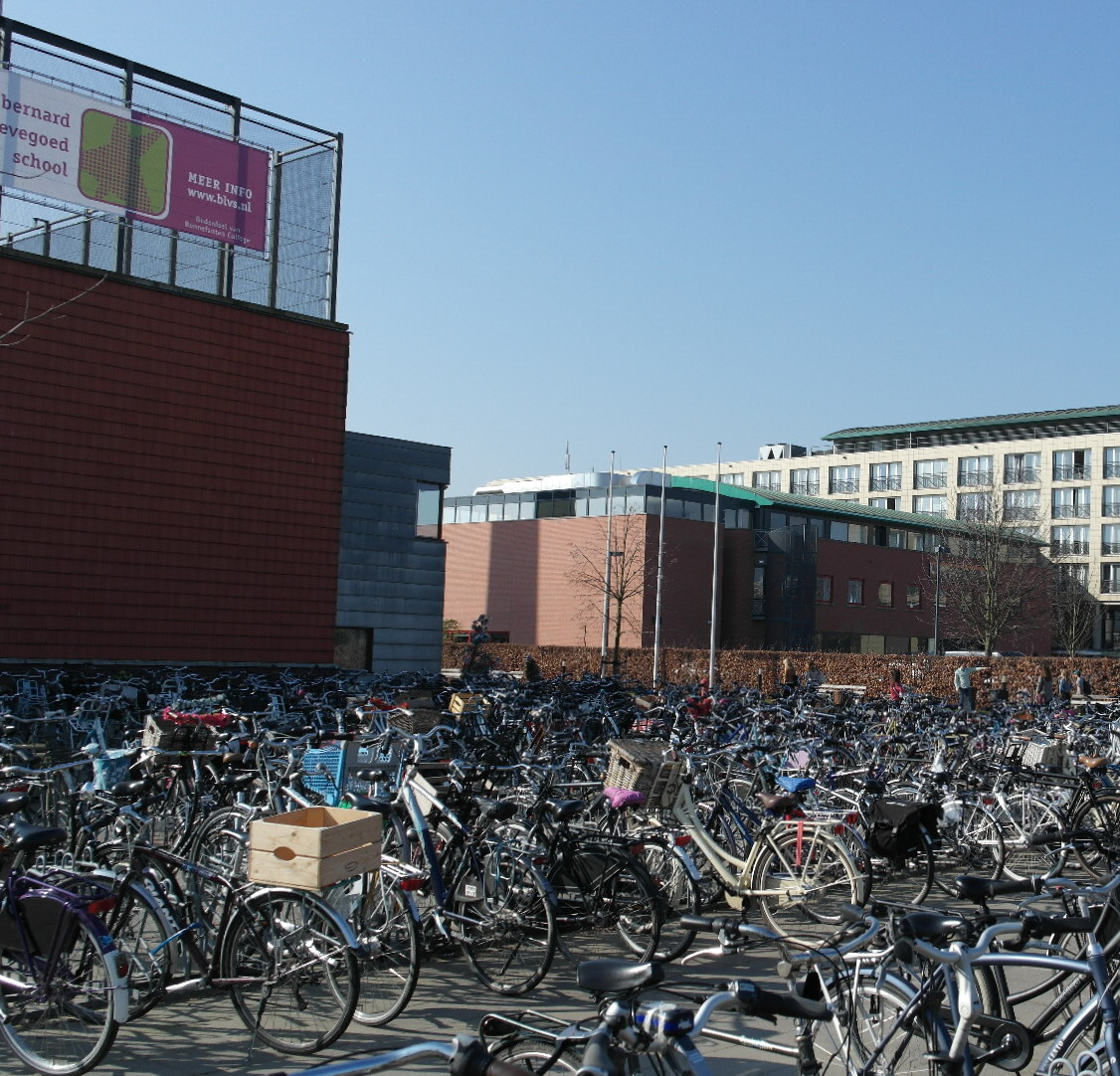
'Oude' school in Heer
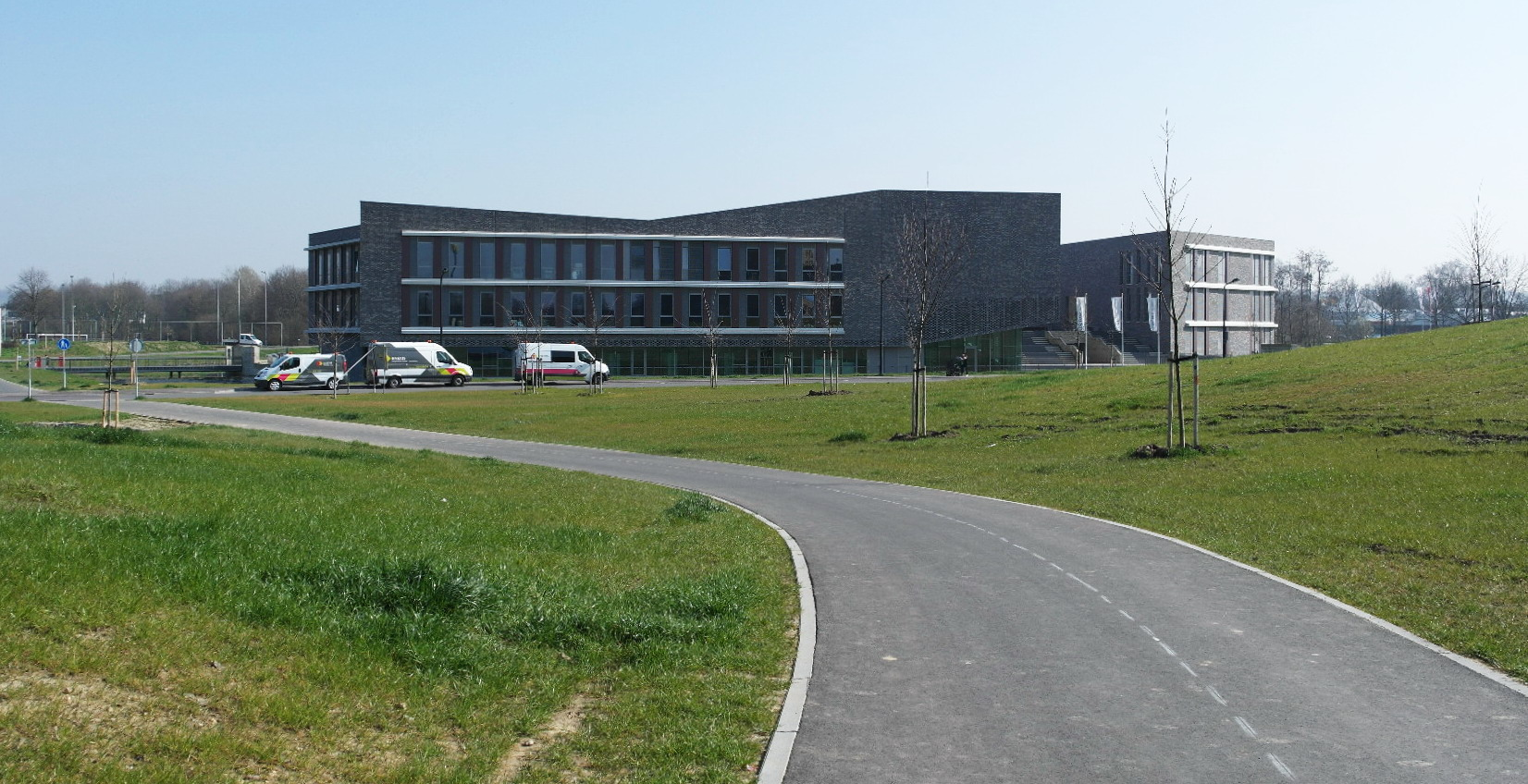
UWCM campus in Amby
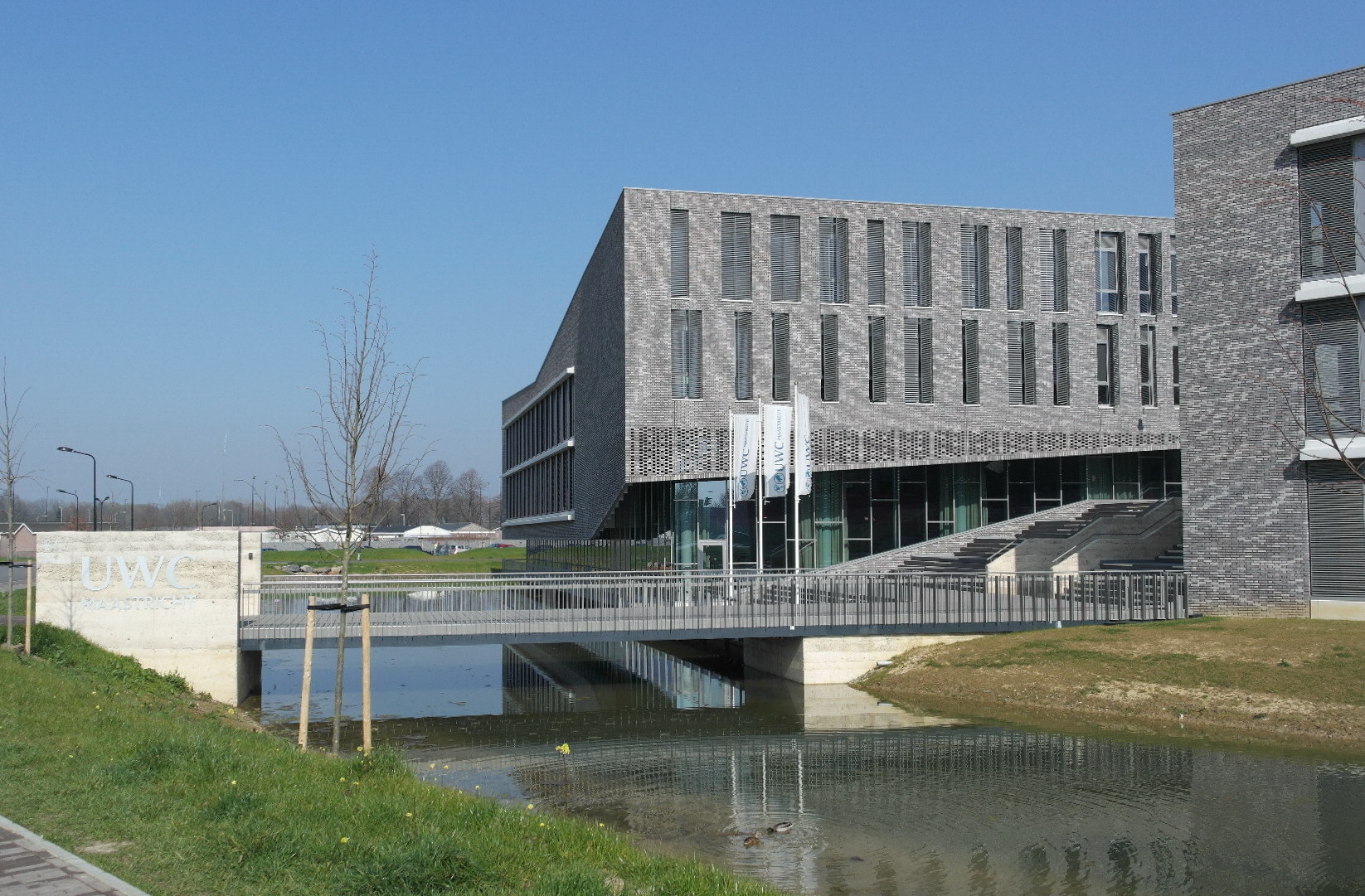
Brug en schoolgebouwen
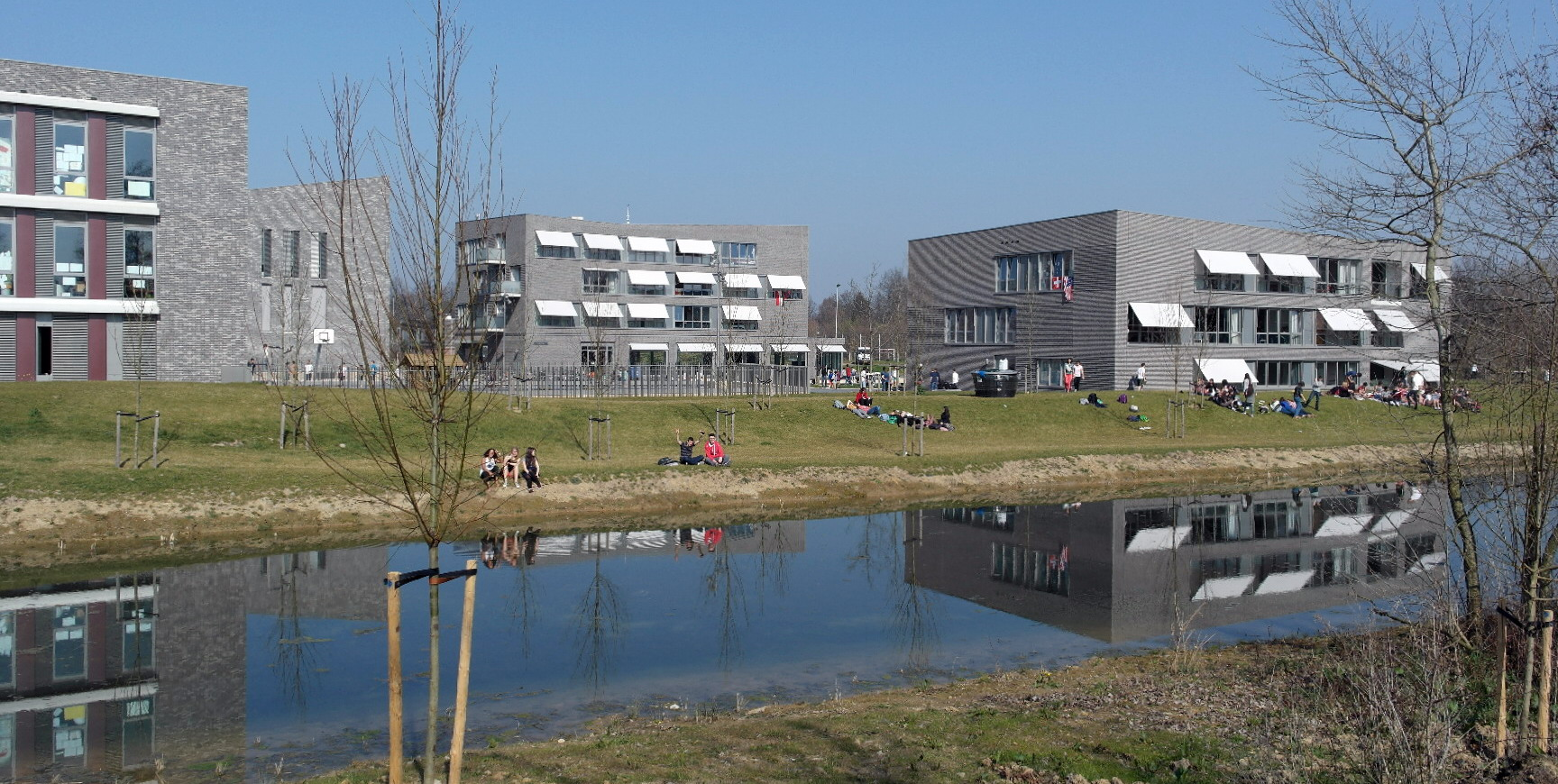
Internaatsgebouwen